# سنوخس عصوي كاذب ملكي

 Pseudorhabdosynochus regius  هو من المخرمات الأحادية المنشأ التي تم إيجادها مؤخرا في غلاصم سمكة الهامور التي تعرف علميا بMycteroperca rubra. في البحر الأبيض المتوسط تم تسجيل 11 نوعا من هذا الجنس و Pseudorhabdosynochus regius واحد من هذه المجموعة.

## الملامح الخارجية
النوع Pseudorhabdosynochus regius هو ديدان صغيرة مسطحة يتراوح طولها بين 600-1300 ميكرومتر.
يمتلك هذا النوع الخصائص العامة لهذا الجنس: عضو السفاد ذو أربع حجرات في الجهة الأمامية و جهاز التثبيت واحد في الجهة الخلفية. يتميز المهبل ، العضو الرئيسي للتفريق بين الأنواع ، بهيكل معقد (يتراوح طوله بين 26-35 ميكرومتر) و مشابه للهيكل العام المقترح من قبل Justine عام 2007:
بوق (Trompette) ، قناة رئيسية (Canal principal) ، غرفة رئيسية (Chambre principale) ، غرفة ثانية (Chambre secondaire)، قناة ثانوية (Canal secondaire).استنادا إلى هيكل هذا العضو الأخير، الأنواع الموجودة معظمها في البحر الأبيض المتوسط والطفيليات التي ذكرت على غلاصم الأسماك التي تنتمي إلى الجنس  Mycteroperca  هي الأقرب إلى Pseudorhabdosynochus regius.

## مضيف

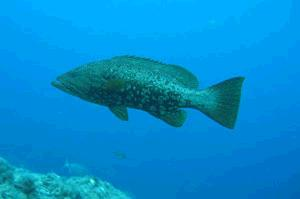

Mycteroperca rubra  يمثل المضيف الوحيد لللطفيل Pseudorhabdosynochus regius .
هذا النوع من الهامور يتمركز في البحر الأبيض المتوسط و شرق المحيط الأطلسي و يعيش في المناطق الصخرية.
لتحقيق هذه الدراسة العلمية، 5 عينات من Mycteroperca rubra  تم صيدها من تونس ، ليبيا و سينغال.

## رواق

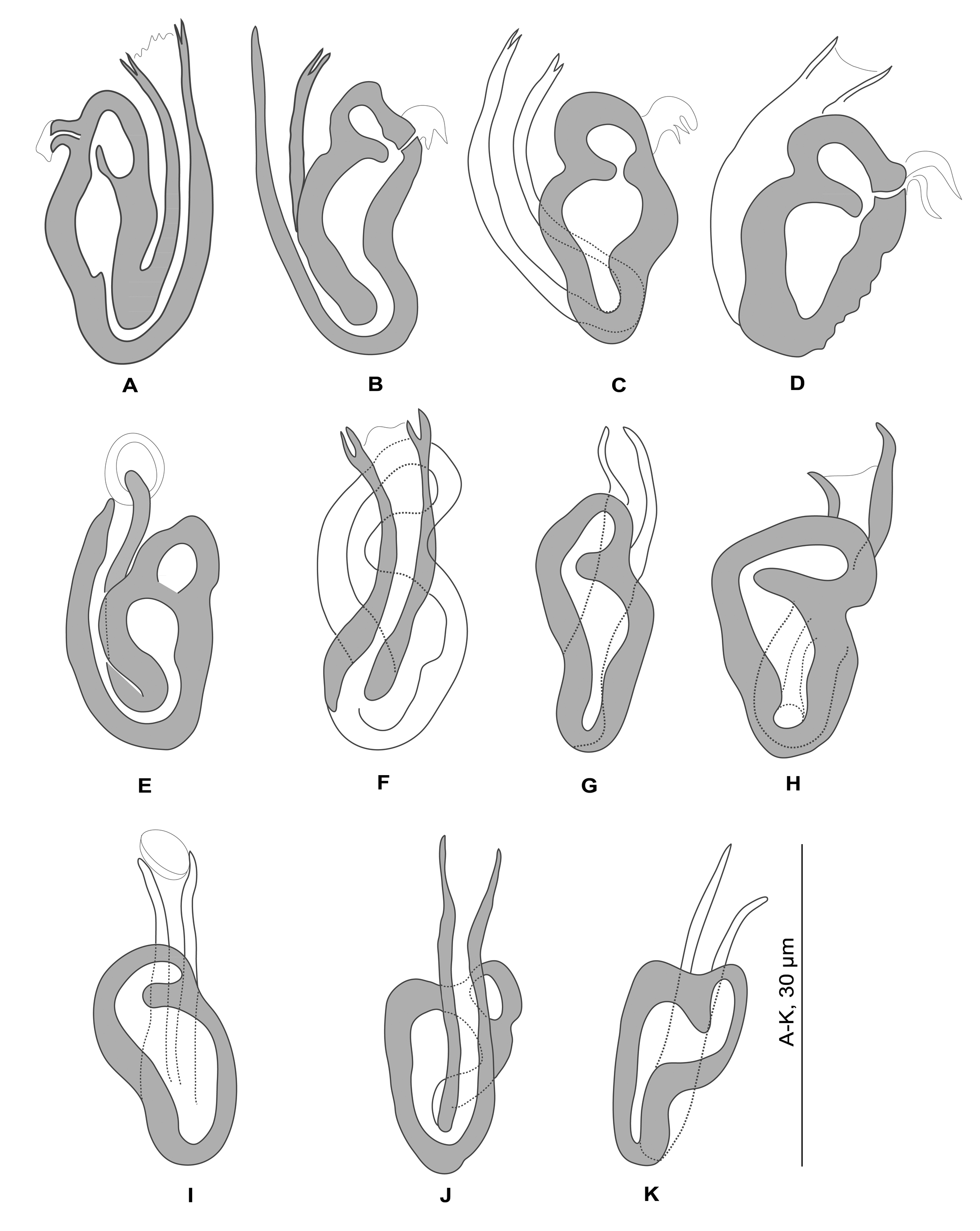
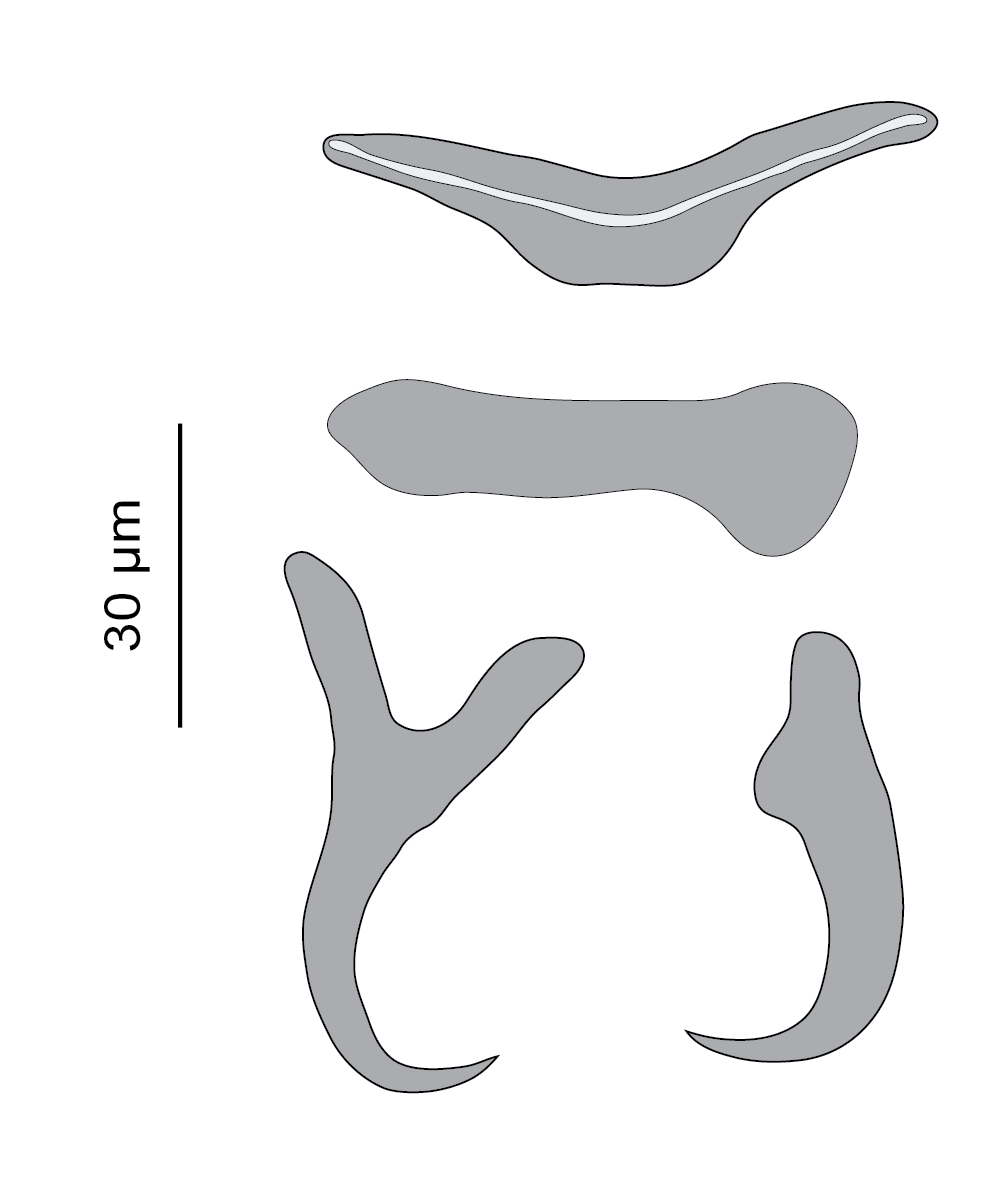
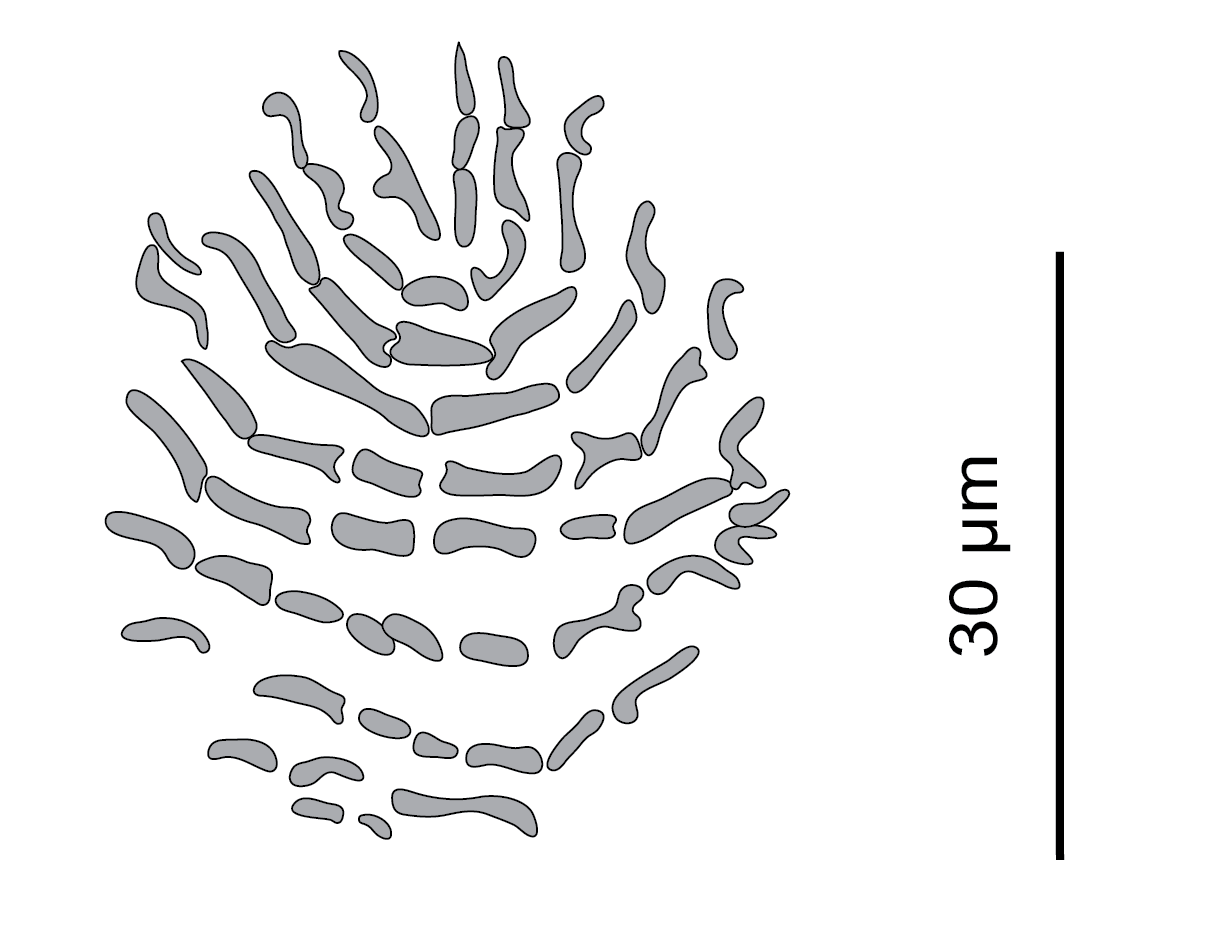
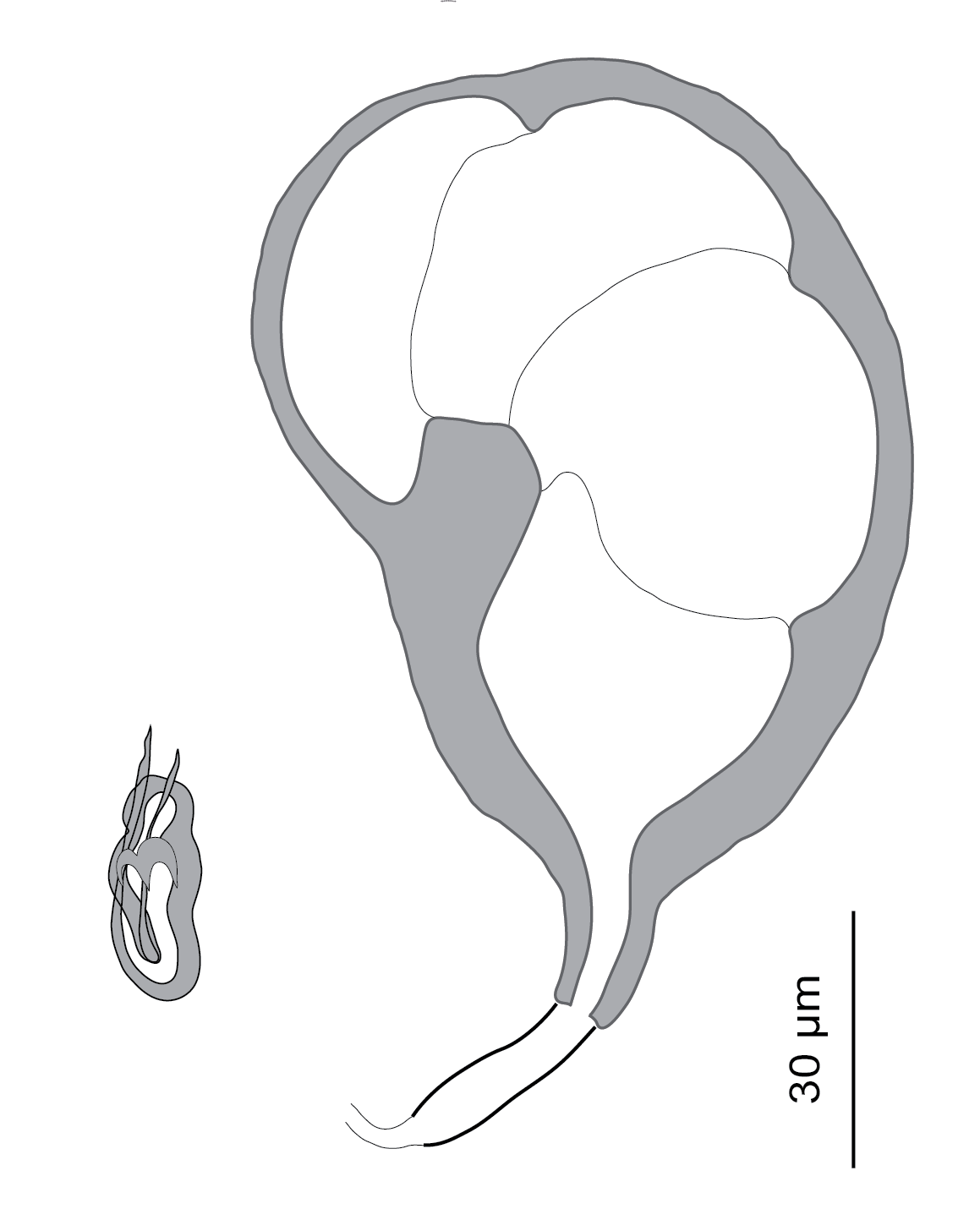
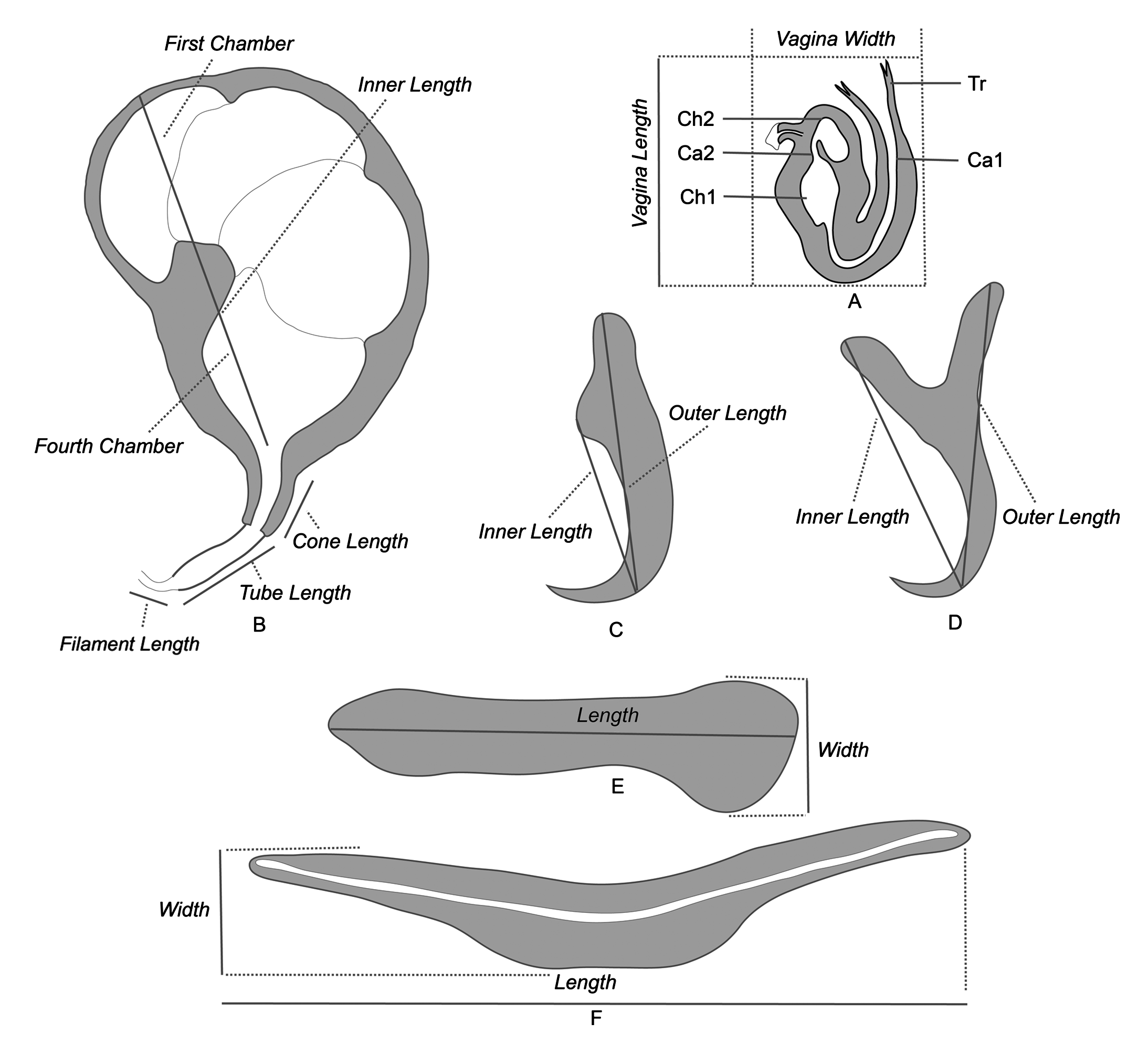